# Церковь Святых Павла и Петра (Ереван)
Церковь Святых Павла и Петра (арм. Սուրբ Պողոս-Պետրոս եկեղեցի, Сурб Погос-Петрос екехеци) — разрушенная до основания армянская церковь, стоявшая в ереванском квартале Шаар.

## История
Церковь Сурб Погос-Петрос была построена в VI—VII веках и являлась одной из древнейших церквей Еревана. В 1679 году сильное землетрясение разрушило церковь, оставив только стены, но в конце XVII века её восстановили. Согласно решению советских властей церковь была снесена в 1931 году, а на её месте был построен кинотеатр «Москва».

## Новая церковь и общественные споры
25 февраля 2010 года правительство Армении одобрило предложение об управлении ООО «Москва Синема» и о приобретении земли, занимаемой кинотеатром под открытым небом на улице Абовяна, в пользу Первопрестольного Святого Эчмиадзина для строительства новой церкви на месте бывшей церкви Погос-Петрос.
Решение вызвало протесты среди общественности. После того, как план был объявлен, группа под названием «Сохранить Московский кинотеатр под открытым небом» собрала около 5 000 участников и собрала более 18 000 подписей во время петиции о прекращении проекта. Группа обратилась к католикосу Армении Гарегину II, а также к премьер-министру Армении Тиграну Саргсяну, призвав к всестороннему публичному обсуждению этого предложения.
В защиту театра под открытым небом выступили многие армянские архитекторы и интеллектуалы. Более 60 представителей армянской интеллигенции направили открытое письмо премьер-министру Армении с просьбой пересмотреть решение о строительстве церкви на месте кинотеатра под открытым небом. Некоторые критики рассматривали проект как еще один пример расширения влияния Армянской церкви на государственные дела. В ответ представители Армянской церкви обвинили критиков строительного проекта в «отсутствии должного уважения к Богу». Однако позже план был отменен из-за ограниченного пространства локации.

## Устройство
Цероковь Святых Павла и Петра имела строгую архитектуру и относилась к типу бескупольных трёхнефных базилик. На восточной стороне храма располагался большой молельный зал, где был главный алтарь с ризницами по обеим сторонам. Стены, расположенные рядом с главным алтарём, были обрисованы фресками в несколько слоёв, исполненными в различное время. В молельный зал можно было зайти с западной, северной и южной сторон. В 1931 году, когда церковь собирались снести, удалось спасти фрески, которые теперь хранятся в различных музеях.

## Современность
На месте церкви, снесённой советскими властями, стоит кинотеатр «Москва».

## Галерея
- Общий вид на церковь
- Колокольня у входа в церковь
- Алтарь церкви
- Снос церкви, 1936 год